# Asura fuscifusa
Asura fuscifusa là một loài bướm đêm thuộc phân họ Arctiinae, họ Erebidae.